# Gilles Margaritis
Pour les articles homonymes, voir Margaritis.
Gilles Margaritis, né le 13 mars 1912 à Paris et mort le 7 novembre 1965 dans la ville, est un acteur, metteur en scène et producteur de télévision français. Sa réalisation la plus connue reste La Piste aux étoiles.

## Biographie
Né à Paris, le 12 mars 1912, Gilles Margaritis devient orphelin lorsque son père meurt au front, six ans plus tard. Il a alors pour tuteur l’écrivain Roger Martin du Gard. Après ses études secondaires, Gilles crée en 1936, avec son ami Roger Caccia, un numéro d’excentrique musical sous le nom des Chesterfield.
C'est en 1934 que sa carrière dans le cinéma commence. Il interprète tout d'abord le rôle d'un chauffeur dans Les Affaires publiques de Robert Bresson puis le rôle d'un camelot dans  L'Atalante de Jean Vigo qui sera d'ailleurs le dernier film de celui-ci. Certes ce sont de petits rôles mais il est désormais entré dans la famille de l'Audiovisuel.
En 1942, c'est sous la direction de Claude Renoir et René Lefévre qu'il joue le rôle de Marga dans Opéra-musette.
Après quatre années de disette, il se retrouve en 1946 derrière la caméra et il réalise L'Homme qui est un petit court-métrage sur les points faibles de l'être humain.
En 1948, il réalise pour le cinéma un court-métrage intitulé Les Actualités burlesques qui parodie durant une quinzaine de minutes les journaux télévisés de l'époque.
C'est le 11 février 1949 que sa carrière de réalisateur pour la RTF commence avec Music-Hall Parade. C'est une émission télévisée de chanson qui a pour but de divertir le public les mercredis soir une semaine sur deux. L'émission se déroule en direct à partir de 20 heures 30.
Dans le même temps, Chester Folies apparait. Cette émission, qui fonctionne en parallèle avec Music-Hall Parade, présente des numéros de cirque.
Le 11 février 1952, Margaritis présente l'émission Sous les yeux de verre, une émission policière.
La télévision lui prenant beaucoup de temps, c'est seulement en 1953 qu'il se retrouve à nouveau derrière la caméra et qu'il signe un moyen-métrage avec Pierre Tchernia intitulé Les Quatre Mousquetaires et qui revisite l'histoire de ces derniers avec beaucoup d'humour.

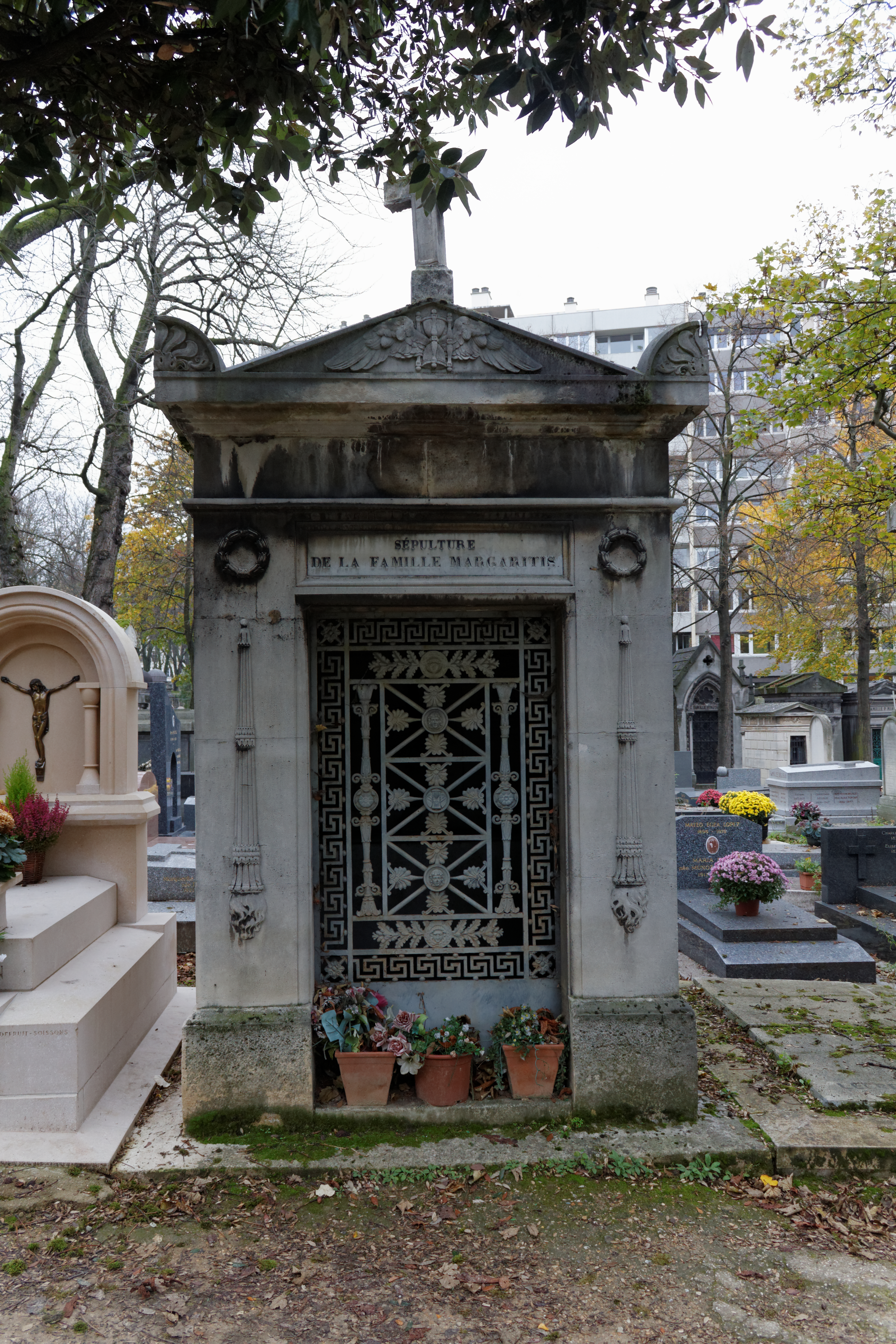
Tombe de Gilles Margaritis au cimetière du Père-Lachaise (division 2).

Le 14 novembre de cette même année il présente à la télévision Toulouse-Lautrec au Moulin-Rouge. Margaritis gagne le public car pendant une heure et demie, il fait revivre le Paris de 1900 en suivant les pas d'Henri de Toulouse-Lautrec au Moulin-Rouge à Montmartre en passant par La Goulue et Valentin le Désossé.
Le 17 mars 1954, pour la dernière de son émission Chester Folies il offre une parodie d'émission culinaire en présentant une recette fantaisiste. Chester Folies devient alors La Piste aux étoiles.

Émission populaire qu'il crée en 1954 (logo période ORTF).

La Piste aux étoiles est l'une des émissions qui a marqué la télévision française. Elle continuera même après la mort de Gilles Margaritis : c'est son épouse Hélène qui prendra en main les rênes de la gestion du programme. L'émission captive les téléspectateurs car elle offre un enchaînement de 23 numéros chaque mercredi soir en 75 minutes. La réalisation offerte par Margaritis est effrénée et ne laisse lieu à aucun temps mort. Ce rythme ne pourra d'ailleurs pas durer indéfiniment et le programme devient mensuel à partir de 1958 et durera jusqu'en 1978.
Il meurt à Paris le 7 novembre 1965, à l'âge de 53 ans. Il est inhumé au cimetière du Père-Lachaise (2e division), dans la même ville.

## Filmographie

### Acteur
- 1934 : Les Affaires publiques de Robert Bresson - Le chauffeur
- 1934 : L'Atalante de Jean Vigo - Le camelot
- 1942 : Opéra-Musette de René Lefèvre et Claude Renoir - Marga

### Présentations télévisées
- 1952 : Sous les yeux de verre
- 1953 : Toulouse-Lautrec au Moulin-Rouge
- 1954 : Parodie d'une émission culinaire

### Réalisations

#### À la télévision
- 1950 : Music-Hall Parade
- 1950 : Chester Folies
- 1956 : La Piste aux étoiles

#### Au cinéma
- 1946 : L'Homme
- 1948 : Les Actualités burlesques
- 1953 : Les Quatre Mousquetaires